# Marjorie Hans
Pour les articles homonymes, voir Hans.
Pas d'image ? Cliquez ici

a Compétitions nationales et continentales officielles uniquement.

b Matchs officiels uniquement.
Marjorie Hans, née le 22 septembre 1981, est une joueuse internationale française de rugby à XV. Elle évolue au poste de demi d'ouverture.

## Biographie
Marjorie Hans commence la pratique du rugby à XV au plus jeune âge, d'abord à Melun, puis au RC Chilly-Mazarin. Ensuite elle rejoint le club de Saint-Orens et celui du BEC. En septembre 2006, elle rejoint le Stade bordelais où elle finit sa carrière sur un titre de championne de France en 2012. Elle effectuera une saison au Rugby Sassenage Isère en 2007-2008 où l'équipe perd en finale sur un score de 13-13. 
Sa première sélection internationale date de 1999. Ensuite, elle compte plusieurs sélections à son actif et une troisième place à la Coupe du monde de 2002.